# Dioscorea secunda
Dioscorea secunda är en enhjärtbladig växtart som beskrevs av Reinhard Gustav Paul Knuth. Dioscorea secunda ingår i släktet Dioscorea och familjen Dioscoreaceae. Inga underarter finns listade i Catalogue of Life.